# Кпелле (письмо)

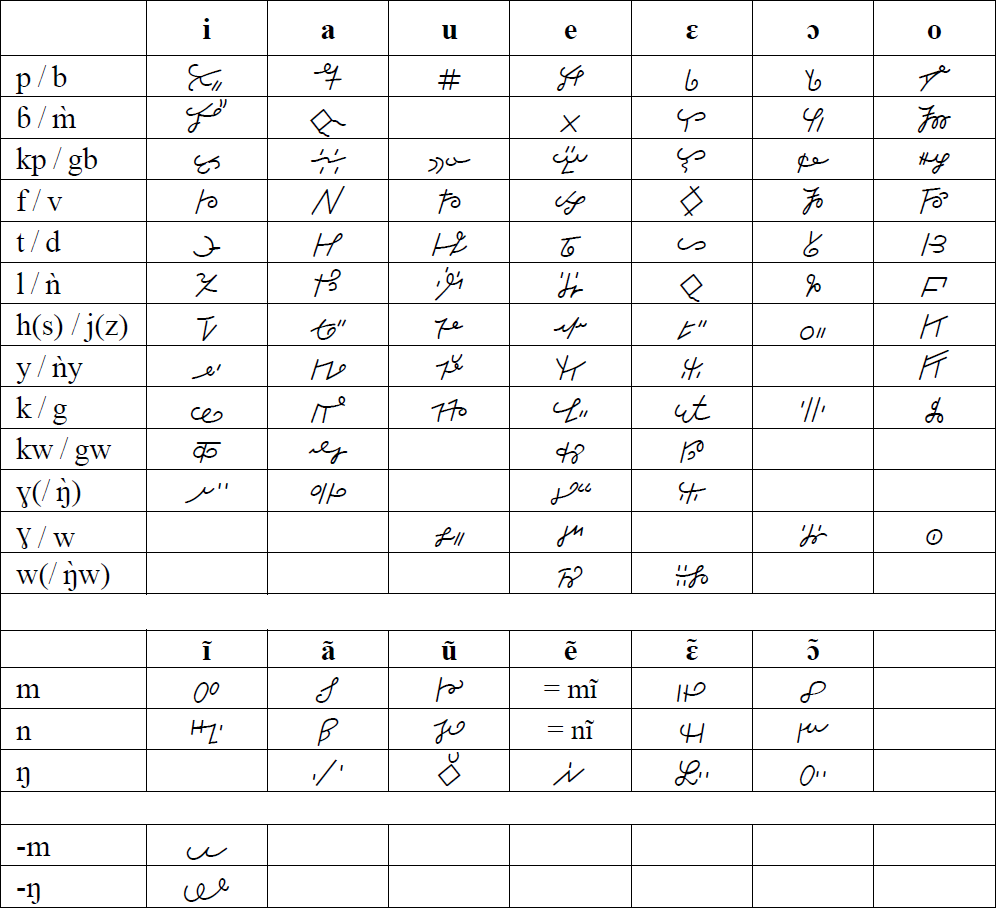
Силлабарий кпелле

Кпелле — письменность, изобретённая в 1935 году для записи языка кпелле, относящегося к юго-западной подветви семьи манде нигеро-конголезских языков, и имеющего в настоящее время 490 000 носителей в Либерии и около 300 000 в Гвинее.
Является слоговым письмом, состоящим из 88 графем, многие из которых имеют несколько форм. Запись производится горизонтально слева направо.
Была разработана около 1935 года вождем Гбили в Саное (Либерия), и в 30-х и начале 40-х годов XX века ограниченно использовалась носителями языка в Либерии и Гвинее.
Письменность не получила распространения, и сегодня кпелле обычно записывается при помощи латинского алфавита.